# Moss Side
Moss Side is een plaats in het bestuurlijke gebied City of Manchester, in het Engelse graafschap Greater Manchester. De plaats telt 10.977 inwoners.

## Geboren
- Emmeline Pankhurst (1858-1928), politiek activiste en leider van de Britse suffragettebeweging
- Gerald Simpson (1967), danceproducer bekend als A Guy Called Gerald

## Afbeeldingen

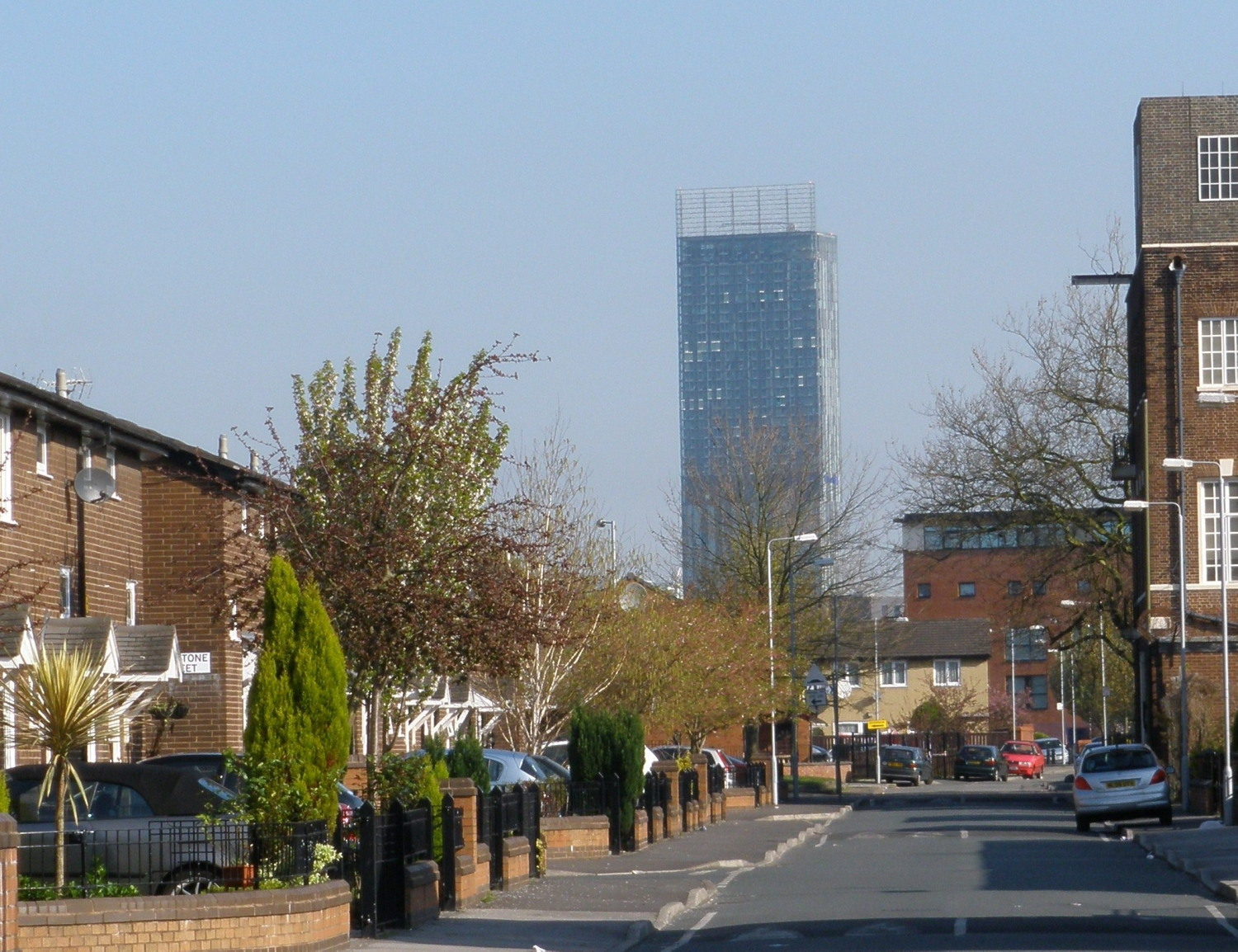
Brentwoord Street
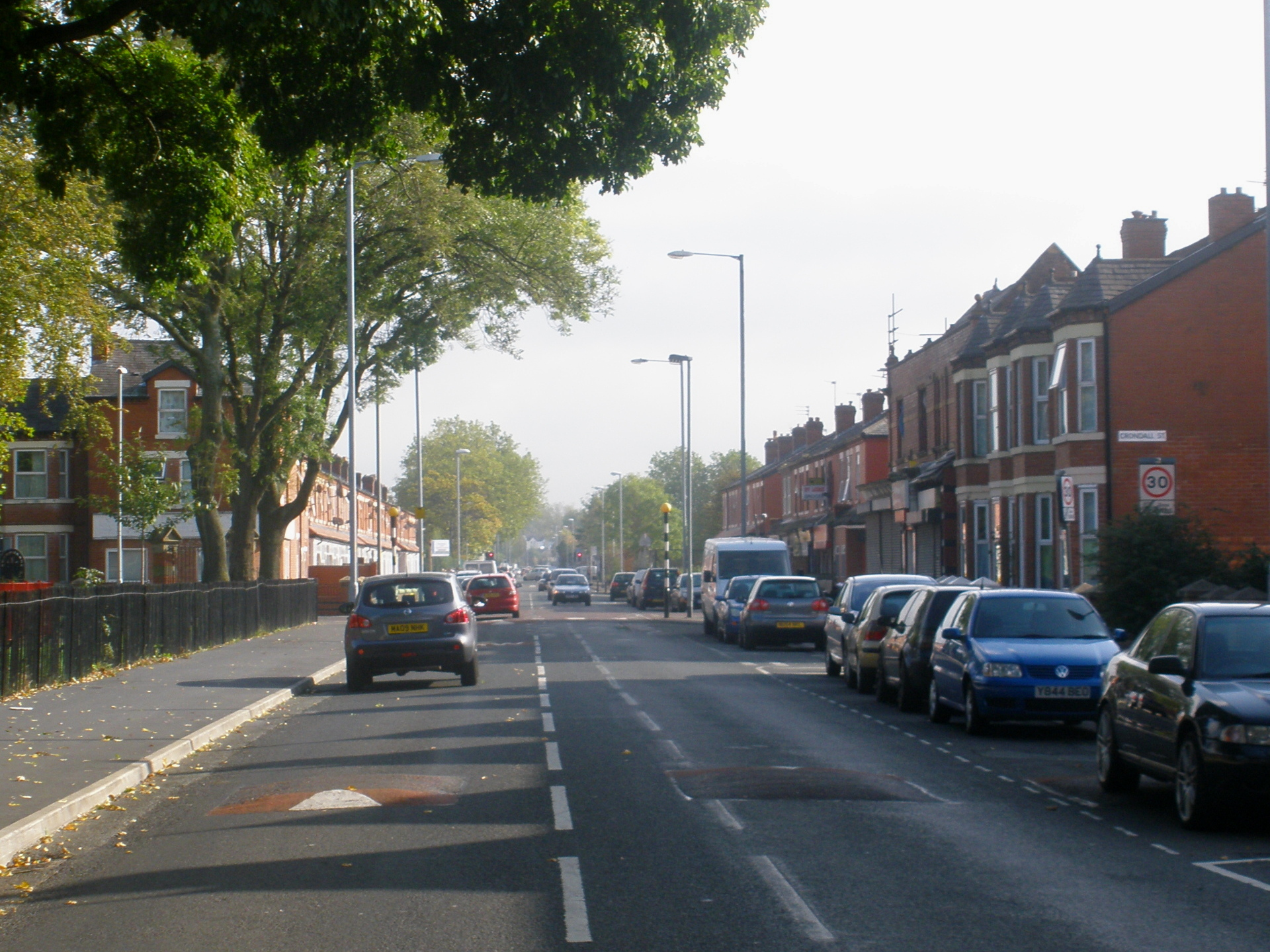
Great Western Street
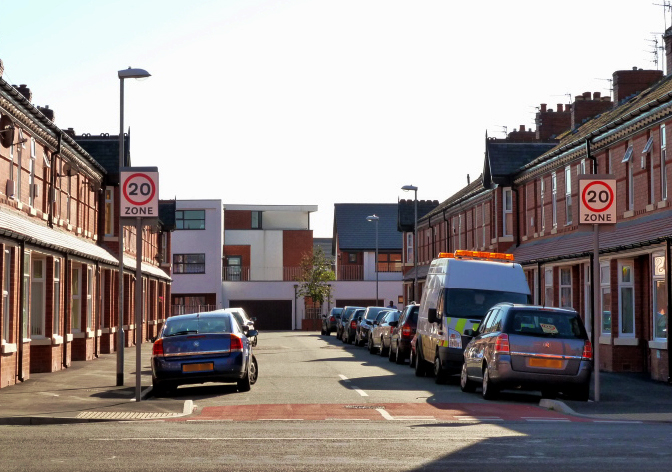
Wykeham Street
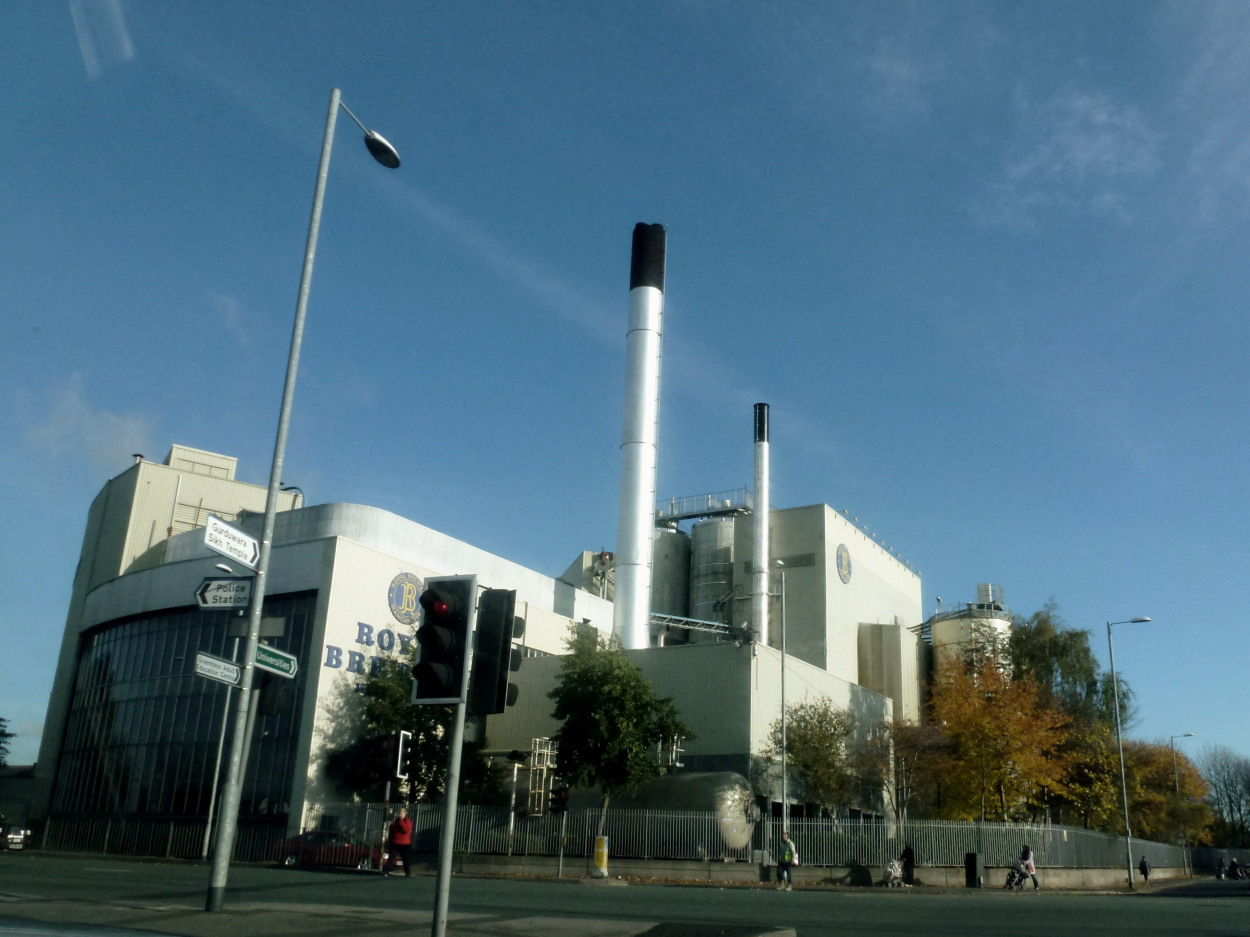
Royal Brewery
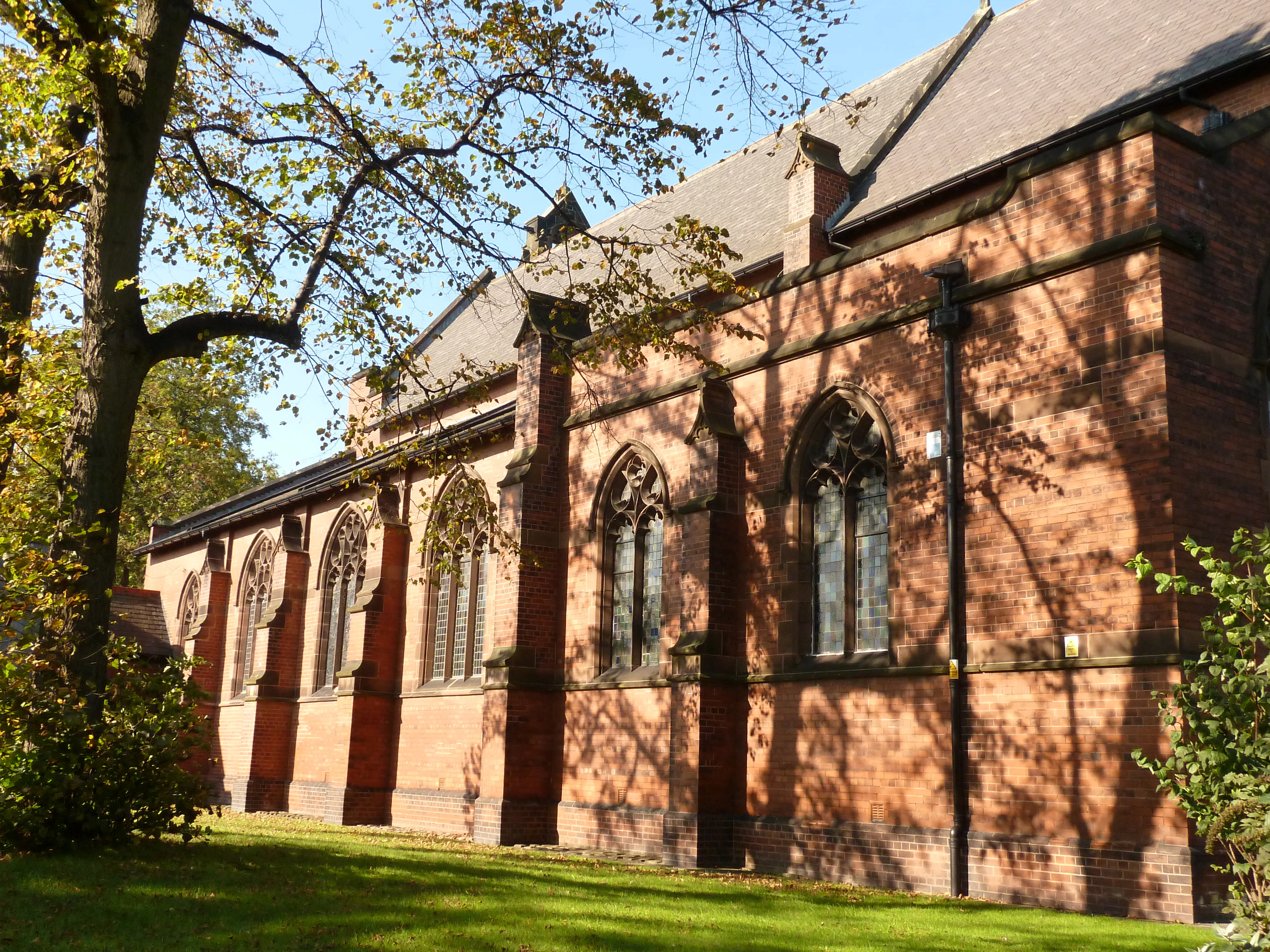
Christ Church